# Kolekta
Kolekta (łac. collecta – składka, zbiór) – modlitwa w liturgii kościołów chrześcijańskich, odmawiana przed pierwszym czytaniem w czasie mszy świętej lub nabożeństwa i zamykająca obrzędy wstępne. Wyraża ona charakter danej celebracji.
W Kościele rzymskokatolickim, w zwyczajnej formie rytu rzymskiego, po skończeniu hymnu „Chwała na wysokości Bogu” lub – jeżeli się go nie odmawia – po akcie pokuty i wezwaniach Kyrie eleison (jeżeli nie została wybrana tropowana trzecia forma aktu pokuty – „Panie, który […], zmiłuj się nad nami”), celebrans ze złożonymi rękami mówi „Módlmy się”. Wszyscy modlą się przez pewien czas w milczeniu. Następnie celebrujący rozkłada ręce i odmawia modlitwę z Mszału. Po jej ukończeniu składa ręce, a lud odpowiada: „Amen”, uznając modlitwę za swoją.
Kolektą nazywa się też ofiarę pieniężną, zbieraną podczas mszy/nabożeństwa na określone cele, a w przenośni także ofiarę zbieraną przez fundacje w celu wykupu zwierząt gospodarskich (zwłaszcza koniowatych) od handlarzy.

## Budowa tekstu
W skład kolekty wchodzą:
1. Anakleza – wstęp, odniesienie się do Boga.
2. Anamneza – wspomnienie wielkich tajemnic dokonań Boga.
3. Epikleza – prośba skierowana do Boga o potrzebne dary.
4. Konkluzja – skierowanie kolekty do Boga w formie trynitarnej.

Konkluzja ma trzy warianty:
1. Jeżeli występuje zwrot do Ojca: „Przez naszego Pana Jezusa Chrystusa, Twojego Syna, który z Tobą żyje i króluje w jedności Ducha Świętego, Bóg, przez wszystkie wieki wieków”.
2. Jeżeli występuje zwrot do Ojca, ale pod koniec wspomniany jest Syn: „Który z Tobą żyje i króluje w jedności Ducha Świętego, Bóg, przez wszystkie wieki wieków”.
3. Jeżeli występuje zwrot do Syna: „Który żyjesz i królujesz z Bogiem Ojcem w jedności Ducha Świętego, Bóg, przez wszystkie wieki wieków”.